# چهانی
چهانی (به انگلیسی: Chhanni) یک شهر در پاکستان است که در اسلام‌آباد واقع شده‌است. چهانی ۴۹۲ متر بالاتر از سطح دریا واقع شده‌است.